# Sågdalens SK
Sågdalens SK var en ishockeyklubb från Mölndal i utkanten av Göteborg. Föreningen spelade fem säsonger i Division II från 1964 till 1970 då man gick samman till med IF Fellows och IK Rapid till FSR Mölndal (dagens Mölndal Hockey).